# Châteauneuf-d'Ille-et-Vilaine
Châteauneuf-d'Ille-et-Vilaine é uma comuna francesa na região administrativa da Bretanha, no departamento Ille-et-Vilaine. Estende-se por uma área de 1,38 km². Em 2010 a comuna tinha 1 740 habitantes (densidade: 1 260,9 hab./km²).